# Miss Serbien und Montenegro
Miss Serbien und Montenegro war ein nationaler Schönheitswettbewerb für unverheiratete Frauen in Serbien und Montenegro. Während des Kroatien- und Bosnienkrieges 1992 bis 1995 fanden dort keine Wahlen statt.
Unter dem offiziellen Namen Miss Yu setzte er ab 1996 den früheren Wettbewerb um die Miss Jugoslawien fort.
Nachdem die Bundesrepublik Jugoslawien 2003 ihren Namen in Serbien und Montenegro geändert hatte, wurde auch der Wettbewerb in Miss SCG (Miss Serbien und Montenegro) umbenannt.
Seit der Selbständigkeit Montenegros 2006 wird er ab 2007 nur noch für Serbien durchgeführt (Miss Srbije).

## Miss Yu
| Jahr | Miss Yu                 |
| ---- | ----------------------- |
| 1996 | Slavica Krivokuća       |
| 1997 | Tamara Saponjić         |
| 1998 | Jelena Jakovljević      |
| 1999 | Lana Marić              |
| 2000 | Iva Gordana Milivojević |
| 2001 | Tijana                  |
| 2002 | Ana Šargić              |

## Miss SCG
| Jahr | Miss SCG           |
| ---- | ------------------ |
| 2003 | Bojana Vujadinović |
| 2004 | Jelena Pejić       |
| 2005 | Nada Milinić       |
| 2006 | Vedrana Grbović    |